# Jason Canela
 (juin 2018).
Pour les articles homonymes, voir Canela (homonymie).
Jason Canela, né le 25 avril 1992 à Miami, en Floride, est un acteur américain d'origine cubaine, surtout connu pour ses rôles dans les telenovelas.

## Biographie
Jason Canela naît le 25 avril 1992 à Miami.
Il apparait dans des séries comme ¿Dónde está Elisa? (telenovela, 2010) et Cosita linda. Il a récemment fait ses débuts à la télévision en langue anglaise[pas clair].
Il a été en couple avec la miss Univers, Zuleyka Rivera,, qui est apparu dans le clip Despacito de Luis Fonsi et Daddy Yankee.
Il est fiancé à Janaina Reis.
Il est le frère cadet de l'acteur Jencarlos Canela.

## Filmographie
- 2010 : ¿Dónde está Elisa? (telenovela, 2010) : Santiago Rincón[4]
- 2011 : Regresión : Sergio
- 2011 : Sobe Real : Pablo
- 2012 : Loss : N/A
- 2014 : Cosita linda : Cacho
- 2015 : Single In South Beach : Pablo
- 2015 : The Dead in Us : N/A
- 2015 : Camino : Sebastian
- 2016 : Pitch : Omar Robles
- 2018-2021 : Les Feux de l'amour : Arturo Rosales[5],[6],[7]
- 2019 : Always Be My Maybe de Nahnatchka Khan